# Fokker D.XXI
Fokker D-XXI byl jednomístný jednomotorový nizozemský stíhací letoun dolnoplošné koncepce s pevným kapotovaným podvozkem, užívaný ve druhé světové válce.

## Vznik a vývoj
Stroj vznikl na objednávku nizozemského koloniálního letectva, která byla učiněna roku 1935. Prototyp Fokkeru D.XXI zalétal 27. března 1936 Emil Meinecke na letišti Welschap u Eindhovenu. Byť v roce svého vzniku nepředstavoval konstrukční špičku, jednalo se o kvalitní, obratný a relativně jednoduchý stroj.
O letoun projevilo 18. listopadu 1936 zájem Finsko na dodávku sedmi kusů a poskytnutí licence na výrobu 14 dalších. První z nich zalétal kapitán Gustaf Erik Magnusson 27. srpna 1937. Všech sedm exemplářů (výr. č. 5438-5444) bylo v mateřské továrně připraveno k transportu do Finska 12. října, dodány byly v listopadu 1937 (sér. č. FR-76 až FR-82). Na základě licenční smlouvy bylo 7. května 1937 v továrně Valtion lentokonetehdas v Tampere objednáno 14 kusů, které letectvo břebíralo mezi listopadem 1938 a březnem 1939 (FR-83 až FR-96). Letouny poháněly motory Mercury VII o výkonu 611 kW pocházející z výroby továrny Bristol i licenční výroby finské V.L. Produkce Fokkeru D.XXI nadále pokračovala podle upravené licenční smlouvy z června 1937 na výrobu bez omezení. Od března do července 1939 tak vzniklo dalších 21 strojů (FR-97 až FR-117) poháněných motory Mercury VIII o výkonu 618 kW. Finské stroje měly kovové stavitelné třílisté vrtule Ratier. Výzbroj tvořily čtyři kulomety Vickers ráže 7,7 mm. Na stroji FR-76 byla testována výzbroj tvořená dvojicí kanónů Oerlikon ráže 20 mm instalovaných v gondolách pod křídlem. Zbraně byly zaměřovány pomocí teleskopického zaměřovače Goertz, nebo reflexního Revi 3C, nebo D.
V roce 1940 byla v továrně VL objednána již čtvrtá série v počtu 50 kusů. Poháněny byly americkými dvouhvězdicovými motory Pratt & Whitney R-1535 Twin Wasp Junior. Na některé kusy bylo montováno křídlo s pevným slotem.
Dánská vláda zakoupila 8. července 1937 dva vzorové stroje poháněné motory Bristol Mercury VIII a licenční práva na výrobu, která probíhala od roku 1939 u společnosti Haerens Flyvertrooppernes Vaerkstader v Kodani. Ta vyrobila deset strojů vyzbrojených dvěma kulomety DISA ráže 8 mm v křídle. Jeden vzorový kus byl dodatečně vyzbrojen dvojicí kanónů Madsen ráže 20 mm v gondolách pod každou polovinou křídla. Poslední licenční Fokker D.XXI byl dodán v březnu 1940. Nizozemské originály nesly evidenční označení J-41 a J-42, zatímco domácí sériové pak J-43 až J-52.

## Nasazení

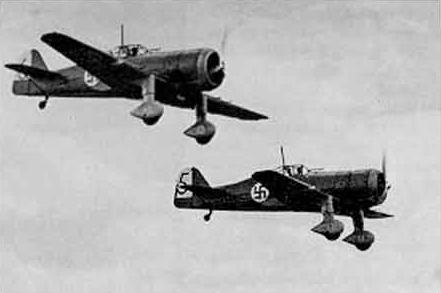
Finské Fokkery D.XXI

Mateřské Nizozemsko objednalo jen několik kusů D.XXI, které v počtu 29 čelily německé agresi. Dislokovány byly na letištích De Kooy, Schiphol a Ypenburg. Přes jisté úspěchy byly během čtyř dnů všechny zničeny.
Dánské letectvo zařadilo Fokkery D.XXI do výzbroje 2. Eskadrille začátkem roku 1940, na přelomu března a dubna byla jednotka dislokovaná na letišti Vaerlose prohlášena operační. Při prvním útoku Luftwaffe 9. dubna 1940 byl jeden D.XXI (J-49) zničen na zemi a další tři poškozeny, aniž by proti nepříteli vzlétly.  
Bojovou hodnotu těchto letounů využili nejlépe Finové. Když SSSR 30. listopadu 1939 zaútočil na Finsko v Zimní válce, měli Finové ve výzbroji 35 Fokkerů D.XXI u perutě LLv 24, která byla součástí leteckého pluku 2. Pevný podvozek se ukázal být výhodný, protože dokázal být adaptovaný na lyžový, odzkoušený nejprve na stroji FR-79 již v roce 1938. Do konce bojů 13. března 1940 uskutečnili piloti LLv 24 2388 operačních letů, při kterých sestřelili 122 sovětských letadel. Vlastní ztráty činily devět Fokkerů D.XXI ve vzdušných bojích, jeden byl zničen na zemi, jeden sestřelila finská protiletadlová obrana a jeden havaroval. Sedm pilotů zahynulo.
Vrcholnou ukázkou nasazení D.XXI byl dne 6. ledna 1940 sestřel šesti dvoumotorových bombardérů DB-3 ze stavu 6. dálkového bombardovacího pluku pilotem Jormem Kalivi Sarvantem v jediném letu. Po ukončení Zimní války byla LLv 24 přezbrojena na letouny typu Brewster F2A Buffalo, zbývající D.XXI první až třetí série byly předány jednotce LLv 32 podléhající LeR 3. Další sloužily u LLv 30 k operačnímu výcviku.
Letouny byly užívány od 25. června 1941 i v Pokračovací válce. Ve stavu Lentolaivue 32 bylo v té době dislokováno 12 Fokkerů D.XXI s motory Mercury. Již 14. července 1941 však byla přezbrojena na typ Curtiss P-36 Hawk, D.XXI tak dosáhly pouze pět vzdušných vítězství při třech vlastních ztrátách. Většina strojů byla předána jednotkám LLv 14 a LLv 12. U perutě LLv 14 byly Fokkery D.XXI nasazovány k útokům na pozemní cíle a k taktickému průzkumu. Do poloviny srpna 1942 ztratila tato jednotka osm strojů, sedm pilotů zahynulo.
Poslední operační jednotkou s Fokkery D.XXI s motory Mercury byla od poloviny července 1941 do srpna 1944 LLv 12, od února 1944 přeznačená na TLeLv 12 (průzkumná peruť). Při ztrátě sedmi strojů a pěti pilotů sestřelila deset sovětských letounů. V létě 1944 byly zbylé Fokkery s motory Mercury předány operačně výcvikové peruti T-LLv 35, odkud v listopadu přešly k letecké škole LeSK, kde dolétaly v průběhu roku 1945.

## Specifikace (D.XXI)

Třípohledový nákres D.XXI

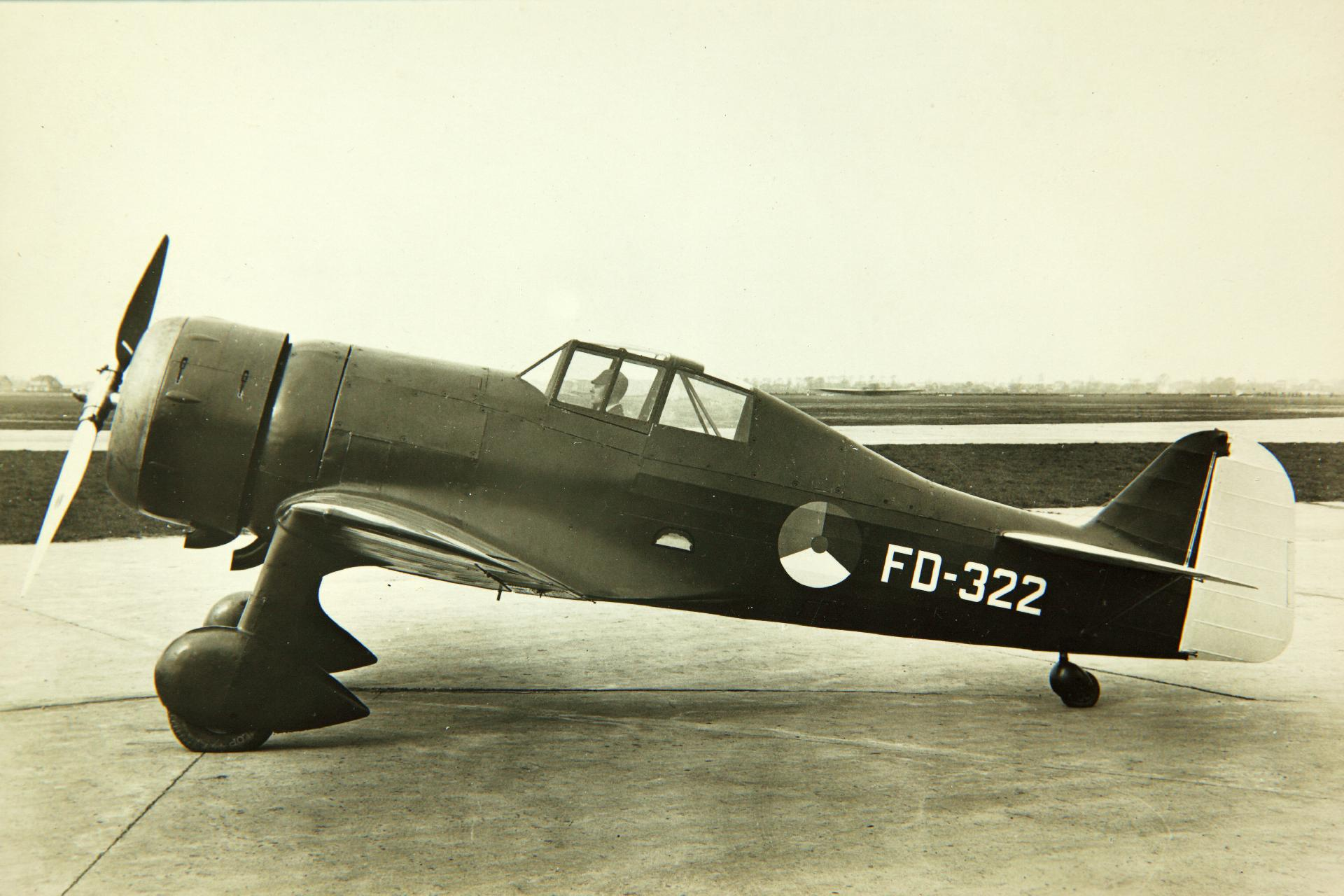
Prototyp Fokkeru D.XXI (FD-322)

Data podle: Thulinista Hornetiin

### Technické údaje
- Osádka: 1
- Rozpětí: 11,00 m
- Délka: 8,20 m
- Výška: 2,95 m
- Nosná plocha: 16,20 m²
- Hmotnost prázdného letounu: 1450 kg
- Vzletová hmotnost : 2050 kg
- Pohonná jednotka: 1× 9válcový hvězdicový motor Bristol Mercury VIII
- Výkon pohonné jednotky: 830 k (618 kW)

### Výkony
- Maximální rychlost: 460 km/h
- Cestovní rychlost: 368 km/h
- Dostup: 11 350 m
- Čas výstupu do 3000 m: 3 min 85 sec
- Čas výstupu do 6000 m: 7 min 30 sec
- Dolet: 930 km

### Výzbroj
- 4× kulomet FN Browning M36 ráže 7,92 mm